# Corynopuntia invicta
Corynopuntia invicta es una especie de planta fanerógama perteneciente a la familia Cactaceae. 

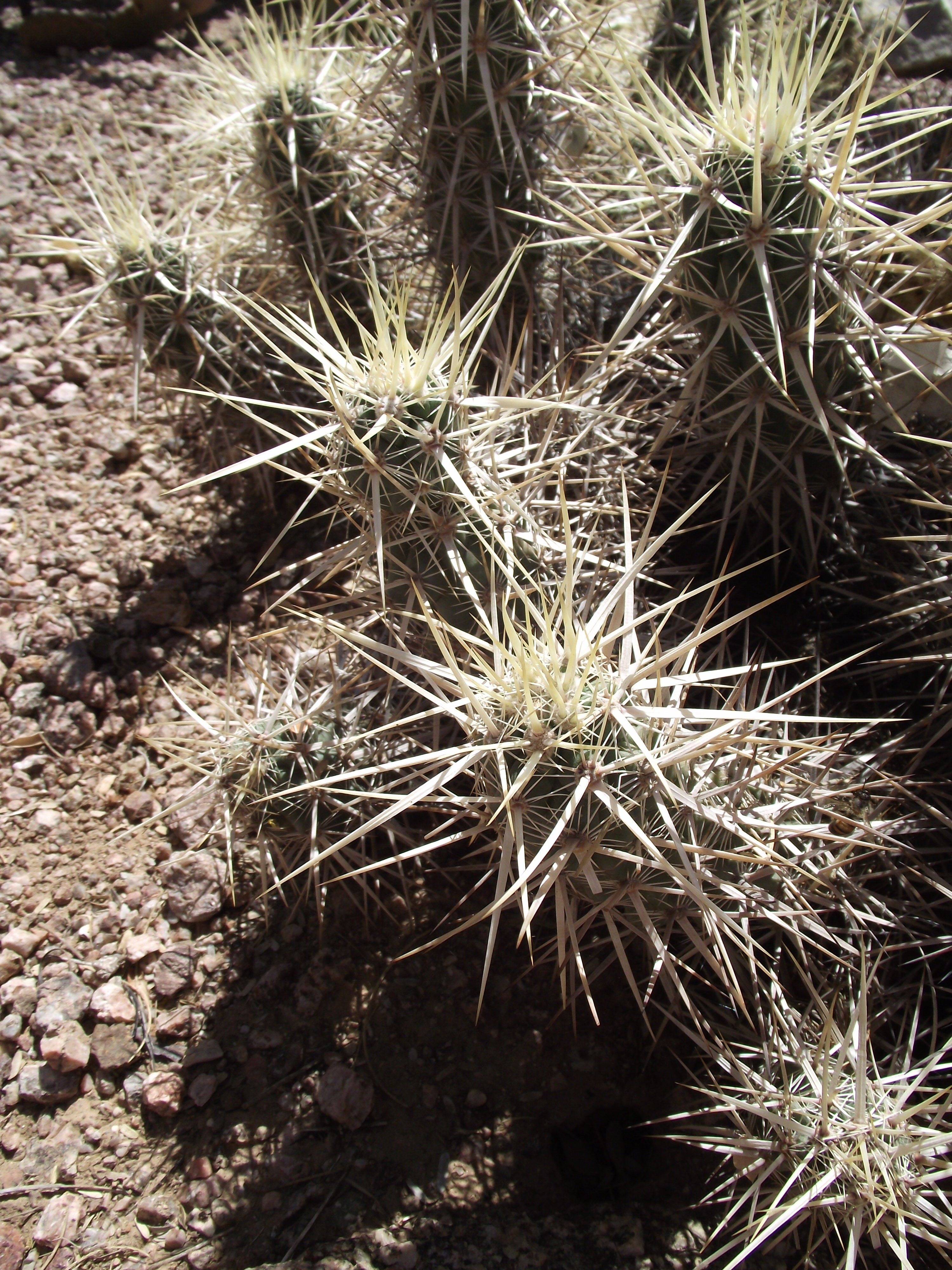
Vista de la planta

## Distribución
Es nativa de Norteamérica en México donde se encuentra en  Baja California y Baja California Sur desde el nivel del mar hasta 200 m s. n. m., que se pueden encontrar en suelos rocosos y en suelos de arena fina entre los matorrales. Se ha informado de su localización en la Reserva de la Biosfera El Vizcaíno, en Baja California Sur, México.

## Descripción
Es un arbusto de bajo crecimiento, que está ricamente ramificado y forma densas esteras de hasta 2 metros de diámetro y de 20 a 45 centímetros de altura. Los entretejidos brotes están en posición vertical para inclinados. Su amplias secciones son obovadas o en forma de maza, de 8 a 15 centímetros de largo y tiene un diámetro 4-6 centímetros. Las costillas son de 2 a 5 cm de largo, de 1 a 2 cm de ancho y 1 cm de alto. Las areolas son casi circulares, de color gris de hasta 1,5 centímetros de diámetro. Los gloquidios rara vez están disponibles. Las 10 a 25 muy rígidas espinas centrales son de color gris con una punta más oscura de 1 a 5 centímetros de largo y en su base hasta 3 milímetros de ancho. Las flores son amarillas y alcanzan un diámetro de 4 a 6 centímetros. Sus pericarpios tienen fuertes espinas. Los frutos con forma de huevo son moderadamente carnosos y de 4-5 cm de largo y un diámetro de 2,5 a 3 centímetros.

## Taxonomía
Corynopuntia invicta fue descrita por Brandegee F.M.Knuth y publicado en Kaktus-ABC 114. 1935.
Etimología
Corynopuntia: nombre genérico que deriva de las palabras griegas: coryne, que significa "club, grupo", y se refiere a los segmentos de las ramas en forma de maza.
invicta: deriva del latín invictus, que significa «invencible» en alusión a la dureza de sus espinas.  
Sinonimia
- Opuntia invicta
- Grusonia invicta (Brandegee) E.F.Anderson[3]